# 泰德·卢肯比尔
西奥多·卢肯比尔（英語：Theodore Luckenbill，1939年7月27日—2012年6月24日），美国NBA联盟前职业篮球运动员。他在1961年的NBA选秀中第2轮第15顺位被费城勇士选中。